# (174) Phaedra
(174) Phaedra – planetoida z pasa głównego asteroid okrążająca Słońce w ciągu 4 lat i 306 dni w średniej odległości 2,86 j.a. Została odkryta 2 września 1877 roku w Detroit Observatory w mieście Ann Arbor przez Jamesa Watsona. Nazwa planetoidy pochodzi od Fedry, córki króla Minosa w mitologii greckiej.